# Verden (Aller)
Verden (avagy Verden an der Aller) kisváros Németországban, Alsó-Szászország tartományban, Verden járás (landkreis) központja. Az alsó-szászországi lótenyésztés, -sport és -kereskedelem fővárosa.

## Fekvése
Brémától 35 km-re délkeletre, az Aller folyó jobb partján terül el. A vidék az Északi-tenger közelsége miatt szinte teljesen sík. Itt van a tengertől legtávolabb fekvő homokdűne, ami védett terület.

### Megközelíthetősége
Közúton az A27-es autópályán közelíthető meg. A Verden–Rotenburg-vasútvonal itt csatlakozik a Bréma–Wunstorf-vasútvonalhoz. Kirándulóhajó-járat köti össze Brémával.

## Népesség
A település népességének változása:
| Lakosok száma | 26 668 | 27 539 | 27 747 | 27 661 | 27 782 | 28 526 | 28 453 |
|               | 2013   | 2016   | 2017   | 2019   | 2021   | 2022   | 2023   |

## Testvérvárosok
- Bagratyionovszk, Oroszország
- Górowo Ilaweckie, Lengyelország
- Havelberg, Németország
- Saumur, Franciaország (1967)
- Warwick, Egyesült Királyság
- Zielona Góra, Lengyelország (1993)[2]

## Képek

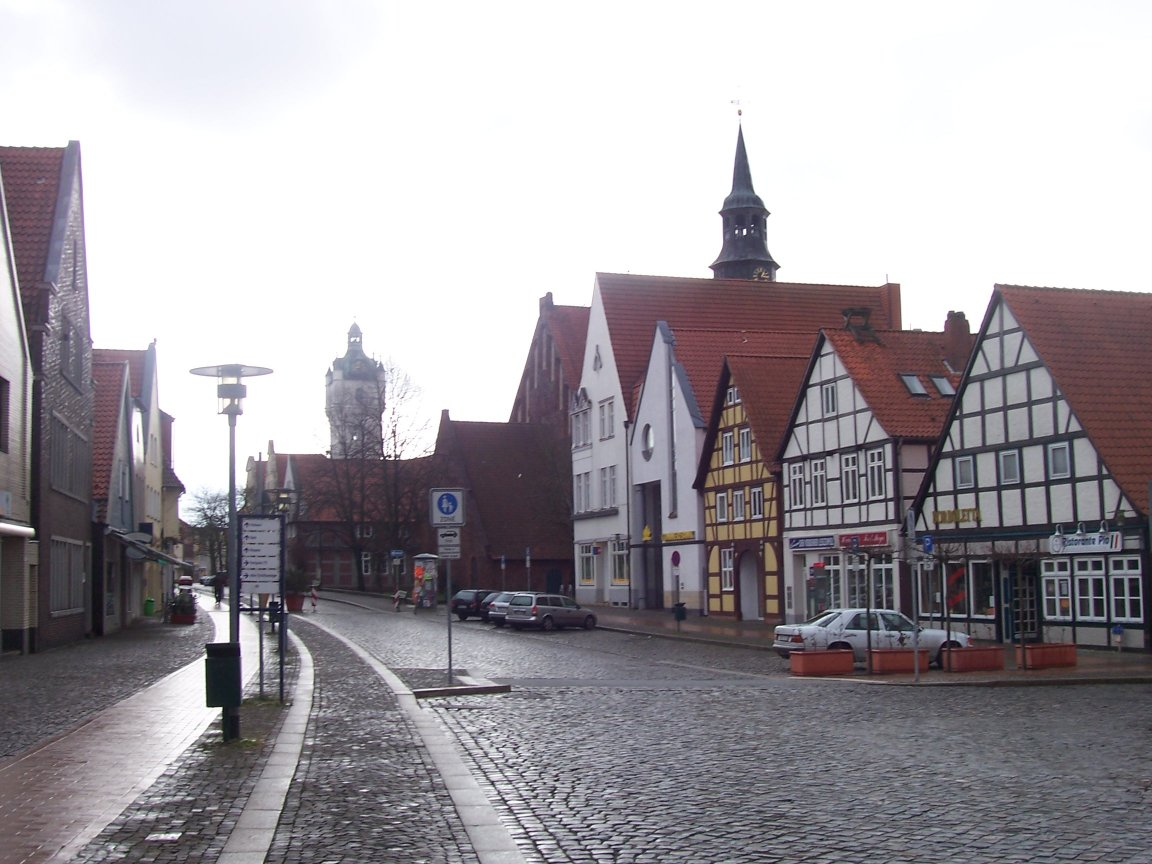
A főutca jellegzetes német favázas (fachwerk) házakkal
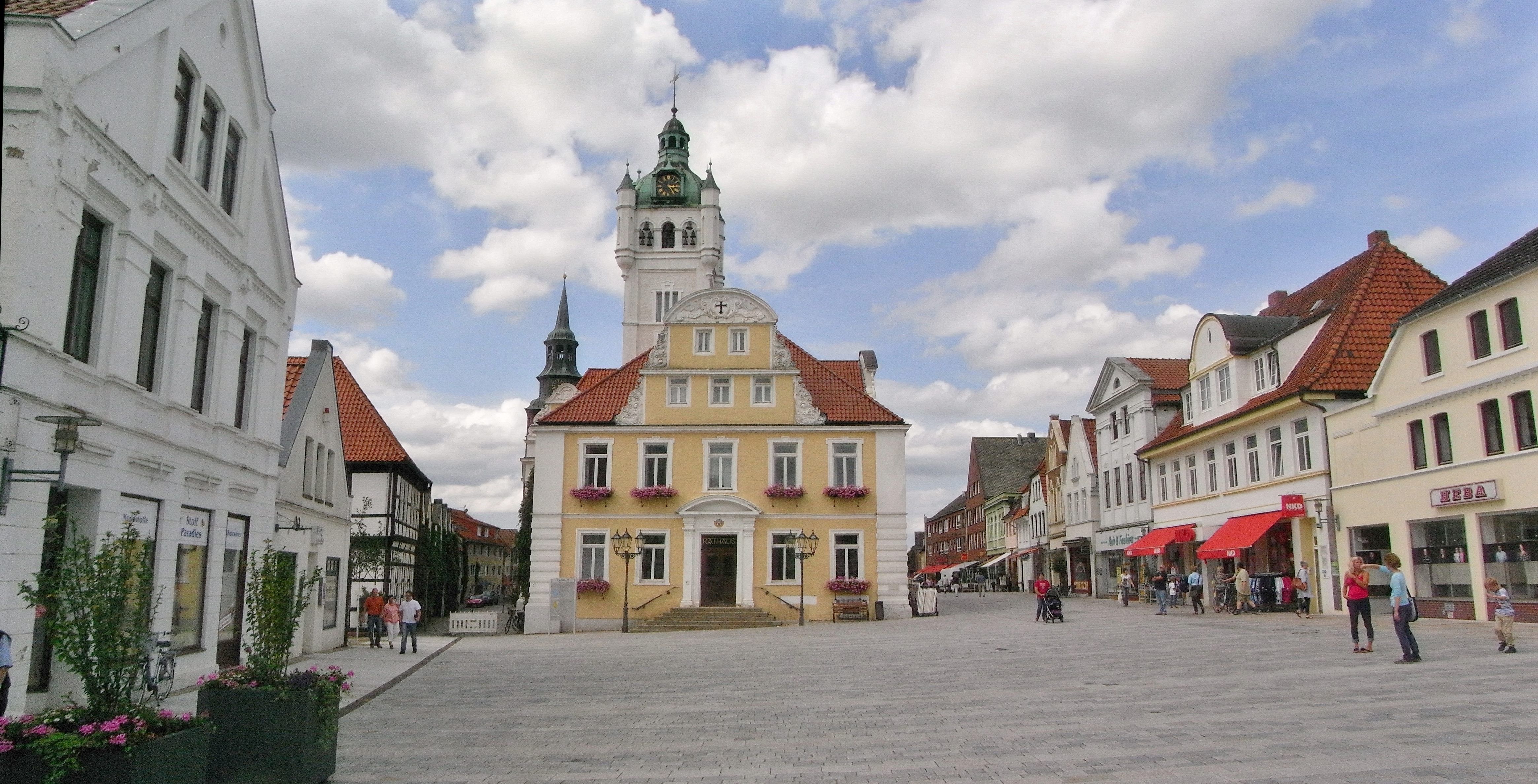
Városháza
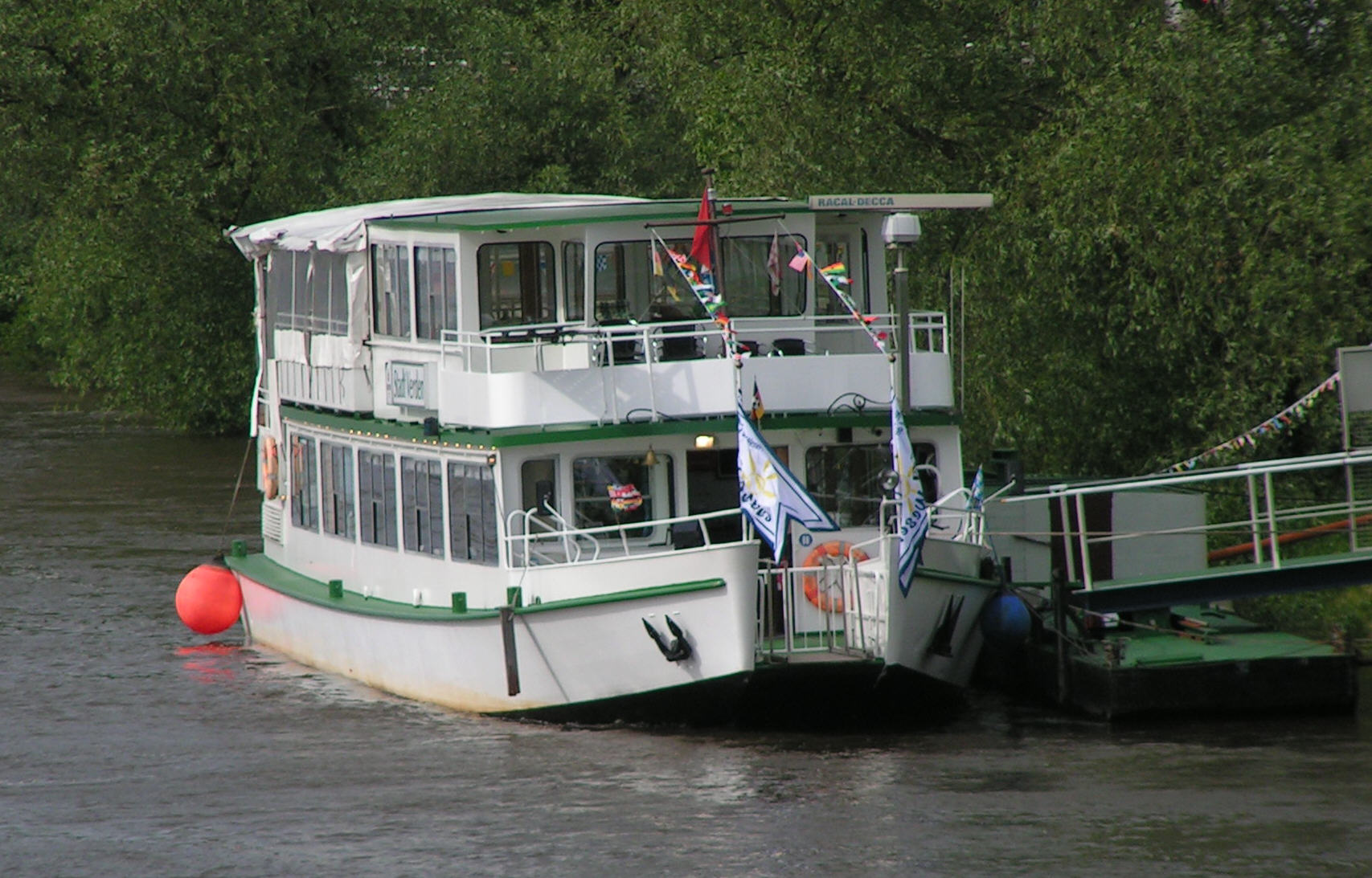
Kirándulóhajó az Alleren
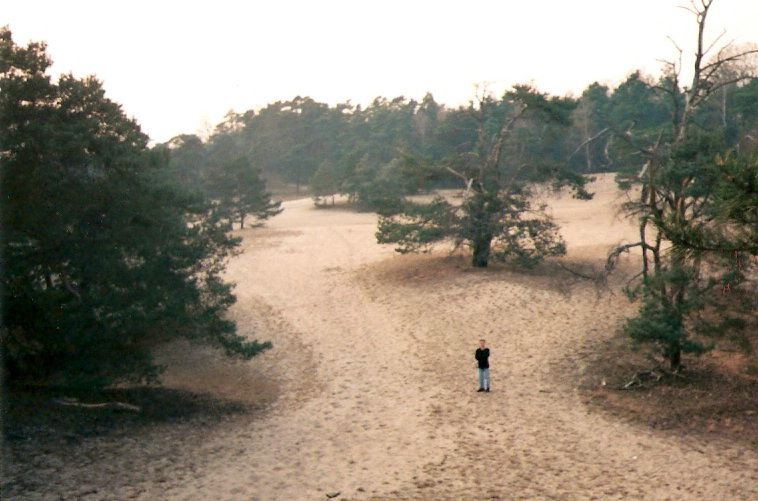
A verdeni dűne egy védett homoktenger
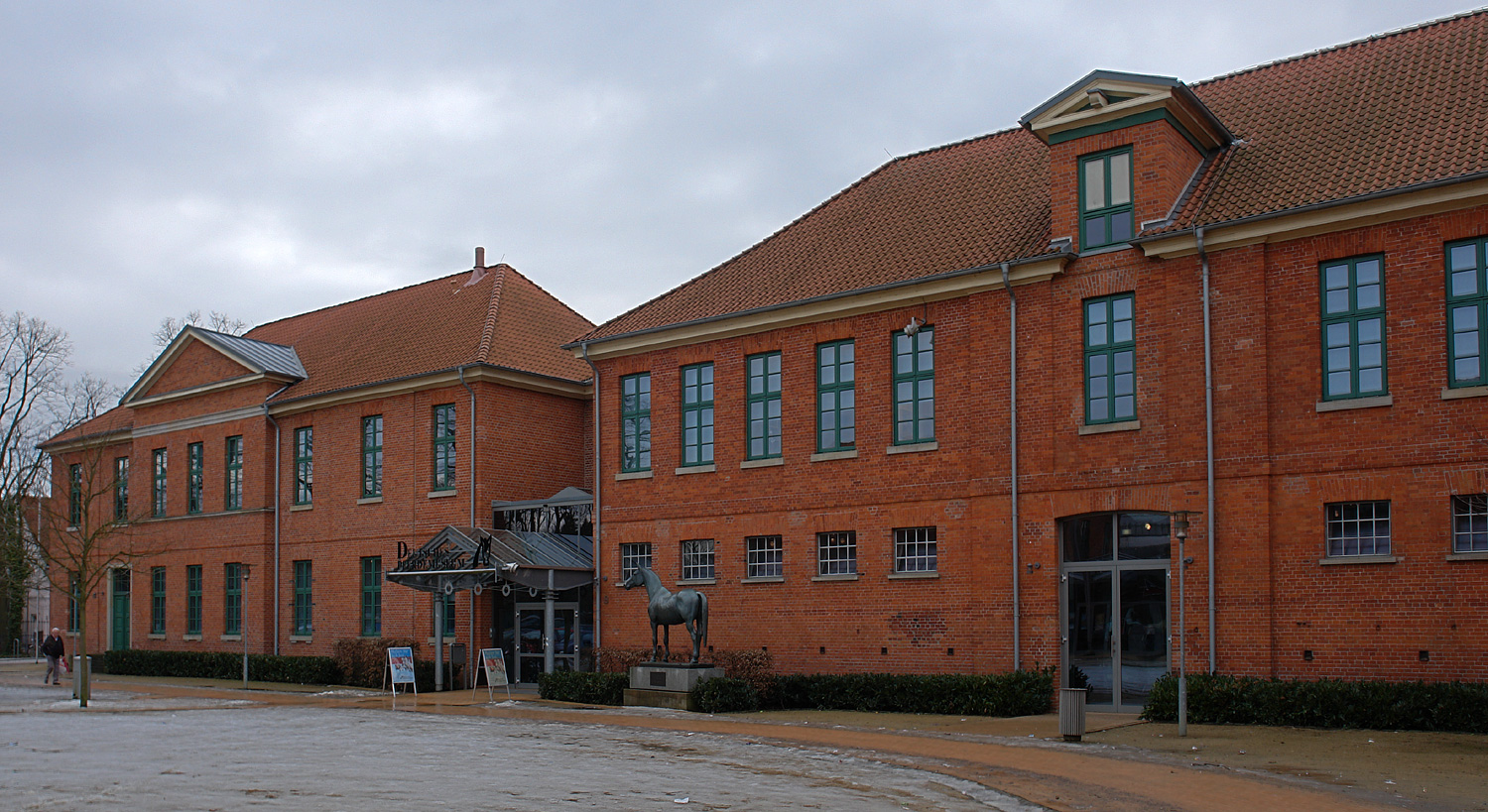
Német Lómúzeum
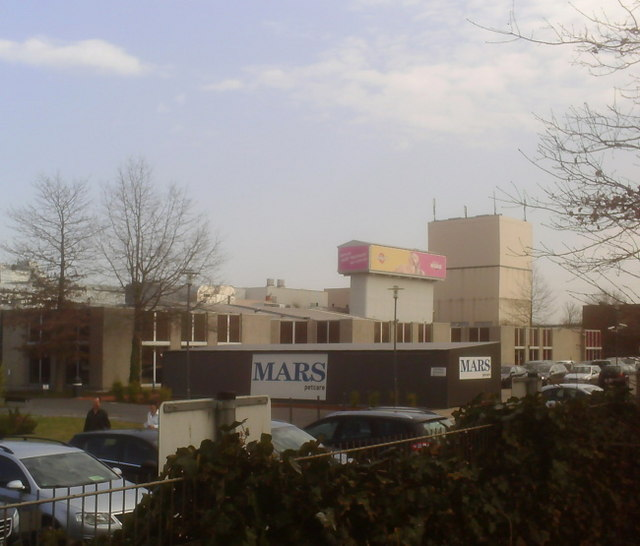
MARS gyár
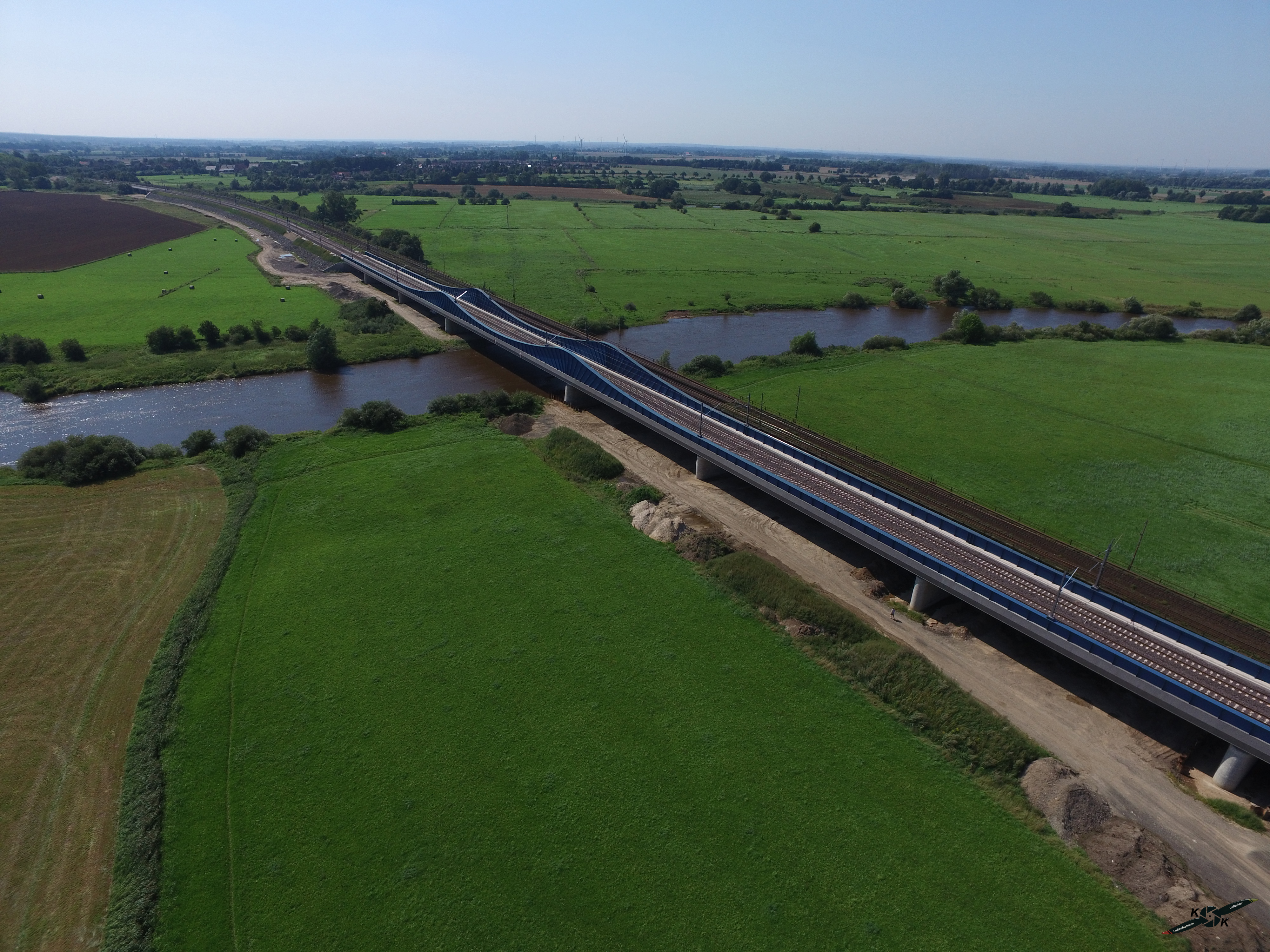
Vasúti híd az Alleren